# Phacelia stellaris
Phacelia stellaris är en strävbladig växtart som beskrevs av August Brand. Phacelia stellaris ingår i Faceliasläktet som ingår i familjen strävbladiga växter. Inga underarter finns listade i Catalogue of Life.